# Deutsche Kriegsgräberstätte Costermano

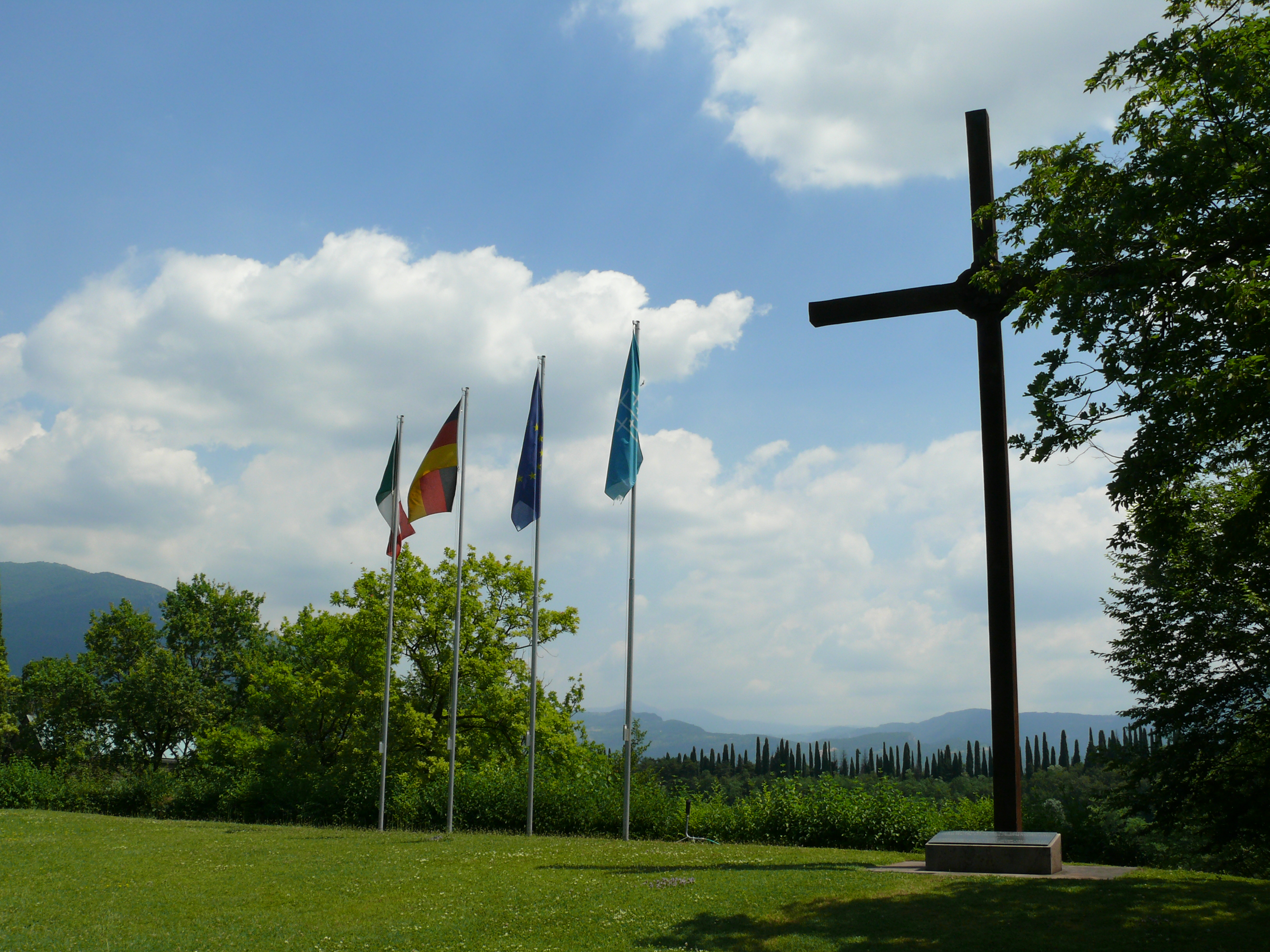
Deutsche Kriegsgräberstätte Costermano: Hochkreuz und Fahnen

Die Deutsche Kriegsgräberstätte Costermano ist ein Sammelfriedhof in Italien östlich des Gardasees auf einem schmalen Bergrücken südlich von Costermano sul Garda. Hier sind über 22.000 deutsche Soldaten und andere Kriegstote des Zweiten Weltkriegs beigesetzt.

## Lage

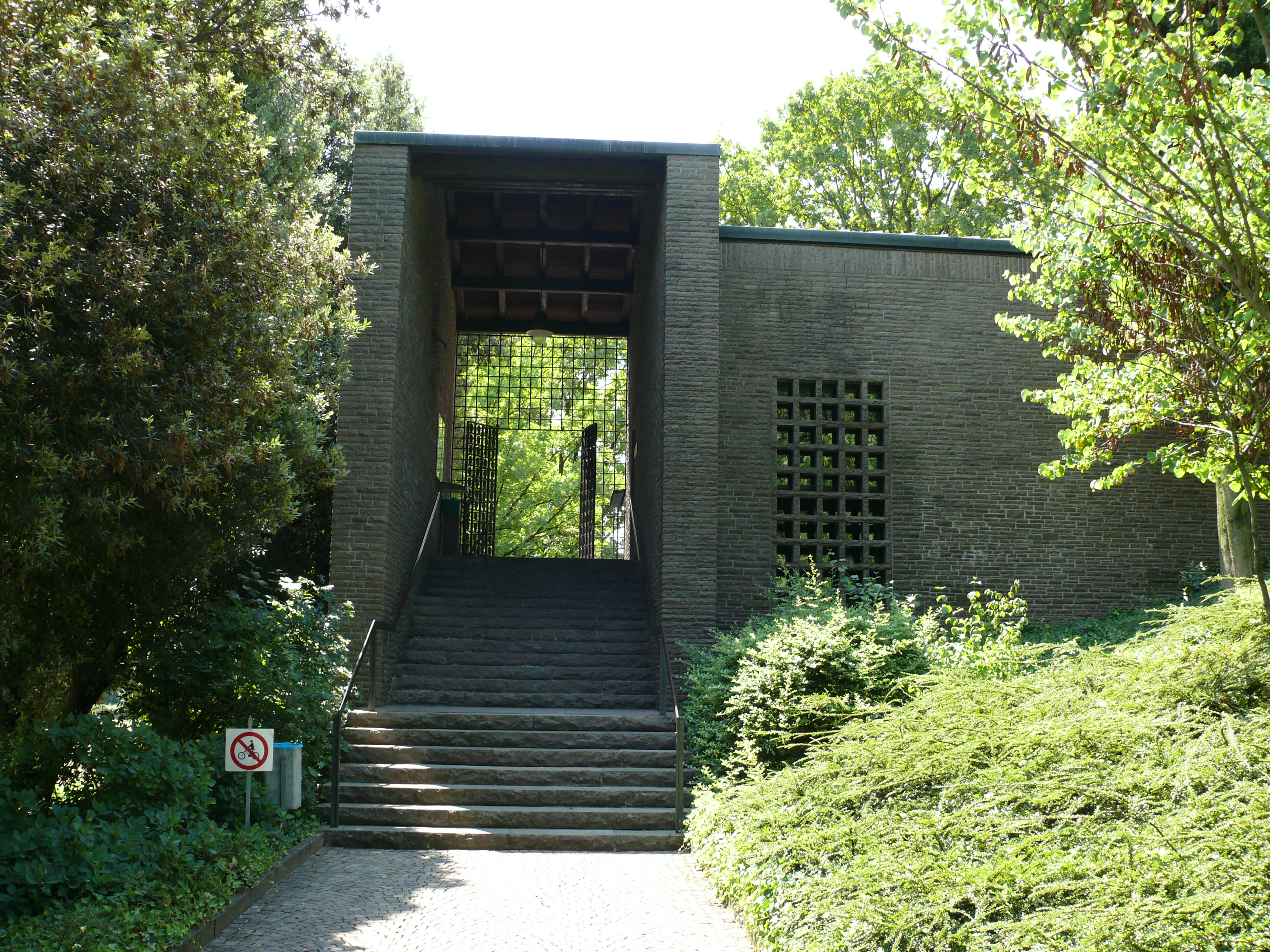
Deutsche Kriegsgräberstätte Costermano: Zugang durch ein bronzegeschmiedetes Eingangstor

Der Friedhof liegt an der Via Baesse 12 in Costermano, die von der Strada provinciale SP8 von Garda nach Costermano nach dem Ende der Serpentinenstrecke und wenige hundert Meter nach dem Ortseingang südlich abbiegt. Er liegt oberhalb der Stadt Garda. Über die offene Halle des Eingangsgebäudes, ein großes Gittertor und eine breite Treppe führt der Weg auf eine kleine Terrasse. Von dort lässt sich der Friedhof überblicken.

## Geschichte
Italien beteiligte sich ab Juni 1940 an der Seite des Deutschen Reiches am Zweiten Weltkrieg. Nach dem Waffenstillstand von Cassibile mit den Alliierten am 8. September 1943 erklärte die Regierung Badoglio am 13. Oktober 1943 dem ehemaligen deutschen Verbündeten den Krieg, während in Norditalien die von Hitler abhängige Marionettenregierung der Italienischen Sozialrepublik unter Mussolini eingerichtet wurde. In der Folge kam es in den von den Faschisten und den Deutschen kontrollierten Gebieten zu bürgerkriegsähnlichen Zuständen mit der Resistenza und zu deutschen Vergeltungsaktionen und Kriegsverbrechen an der Zivilbevölkerung. Am 2. Mai 1945 kapitulierten die deutschen Verbände in Italien. Rund 100.000 deutsche Soldaten fielen in Italien. 1988 kam es zu einem Eklat, als der deutsche Generalkonsul Manfred Steinkühler sich weigerte, am Volkstrauertag einen Kranz niederzulegen, wenn nicht die Gebeine der drei SS-Leute Christian Wirth, Franz Reichleitner und Gottfried Schwarz aus dem Friedhof entfernt würden. Dies hat er mit deren Verstrickung in die Aktion Reinhardt begründet, wo die drei Vorgenannten verantwortlich an der Judenvernichtung beteiligt waren. Als Kompromiss sind die Namen der drei getöteten SS-Leute aus dem „Ehrenbuch“ des Friedhofs getilgt und ihre Dienstgrade auf den Grabsteinen entfernt worden.

## Die Toten

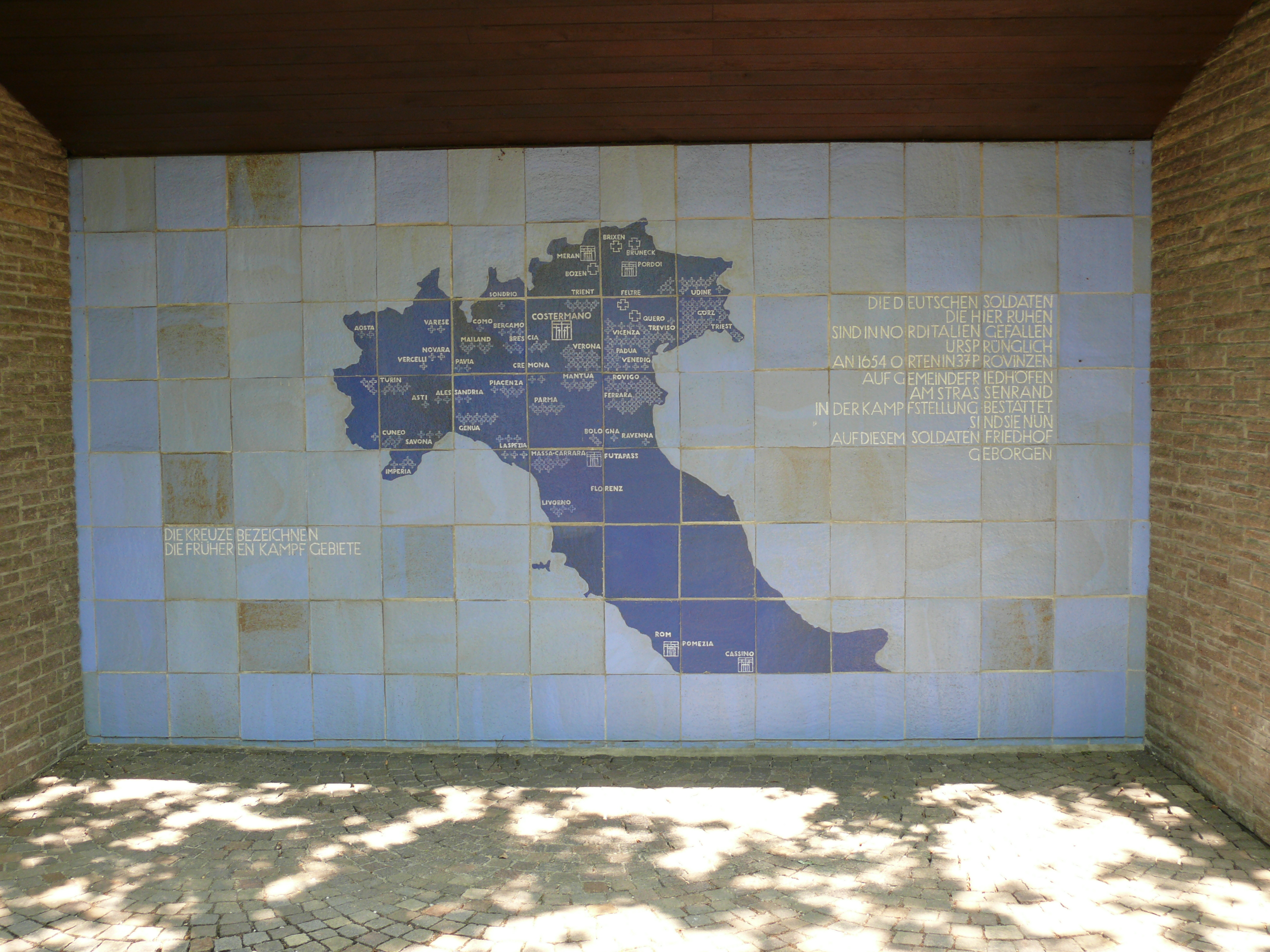
Keramiklandkarte Gefallene aus Norditalien

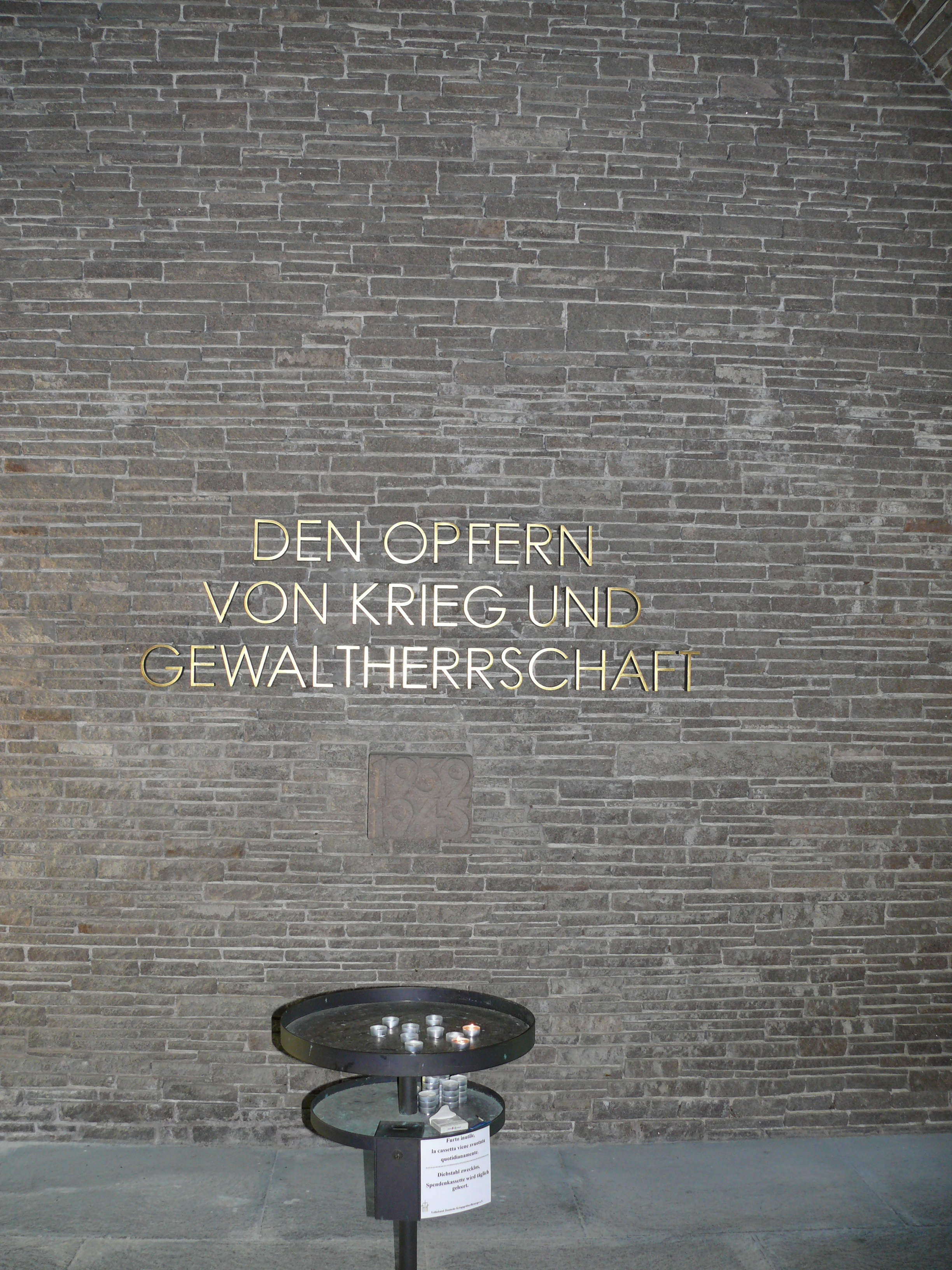
Den Opfern von Krieg und Gewaltherrschaft

Auf einer Landkarte aus Keramik sind die 1.654 Orte in 37 Provinzen von Norditalien verzeichnet, aus denen die Toten umgebettet wurden. Die Einzelgräber befanden sich auf Gemeindefriedhöfen, am Straßenrand und in den Kampfstellungen.
Unter den Toten befinden sich auch Personen, die Kriegsverbrechen durch Ermordung von Partisanen und Zivilisten in Italien begangen haben und an der Ermordung der jüdischen Bevölkerung im besetzten Polen und in Italien mitgewirkt haben. Darauf weisen Texte im Eingangsbereich des Friedhofs hin.
So befinden sich auf Costermano unter anderem die Gräber von:
- SS-Obersturmführer Friedrich Schmidkonz, Kommandant der 3. Kompanie der von Walter Reder befehligten Aufklärungs Abteilung der 16. SS-Panzergrenadier-Division „Reichsführer SS“ und an den Massakern von Massaker von Valla, Vinca und Marzabotto beteiligt.
- SS-Untersturmführer Helmut König,  ebenfalls der Aufklärungs Abteilung der 16. SS-Panzergrenadier-Division „Reichsführer SS“ angehörend und am Massaker von Marzabotto beteiligt.
- SS-Offizier Alfred Wagner beteiligt am Massaker von Sant’Anna di Stazzema.[7]
- SS-Standartenführer Christian Wirth von November 1940 bis 1941 Inspekteur für „Euthanasiemaßnahmen“ und die Sonderstandesämter, die gefälschte Sterbeurkunden ausstellten. Inspekteur für die Vernichtungslager Belzek, Treblinka und Sobibor.[8]

Als Konsequenz ist der Friedhof den Opfern von Krieg und Gewaltherrschaft gewidmet.

## Anlage

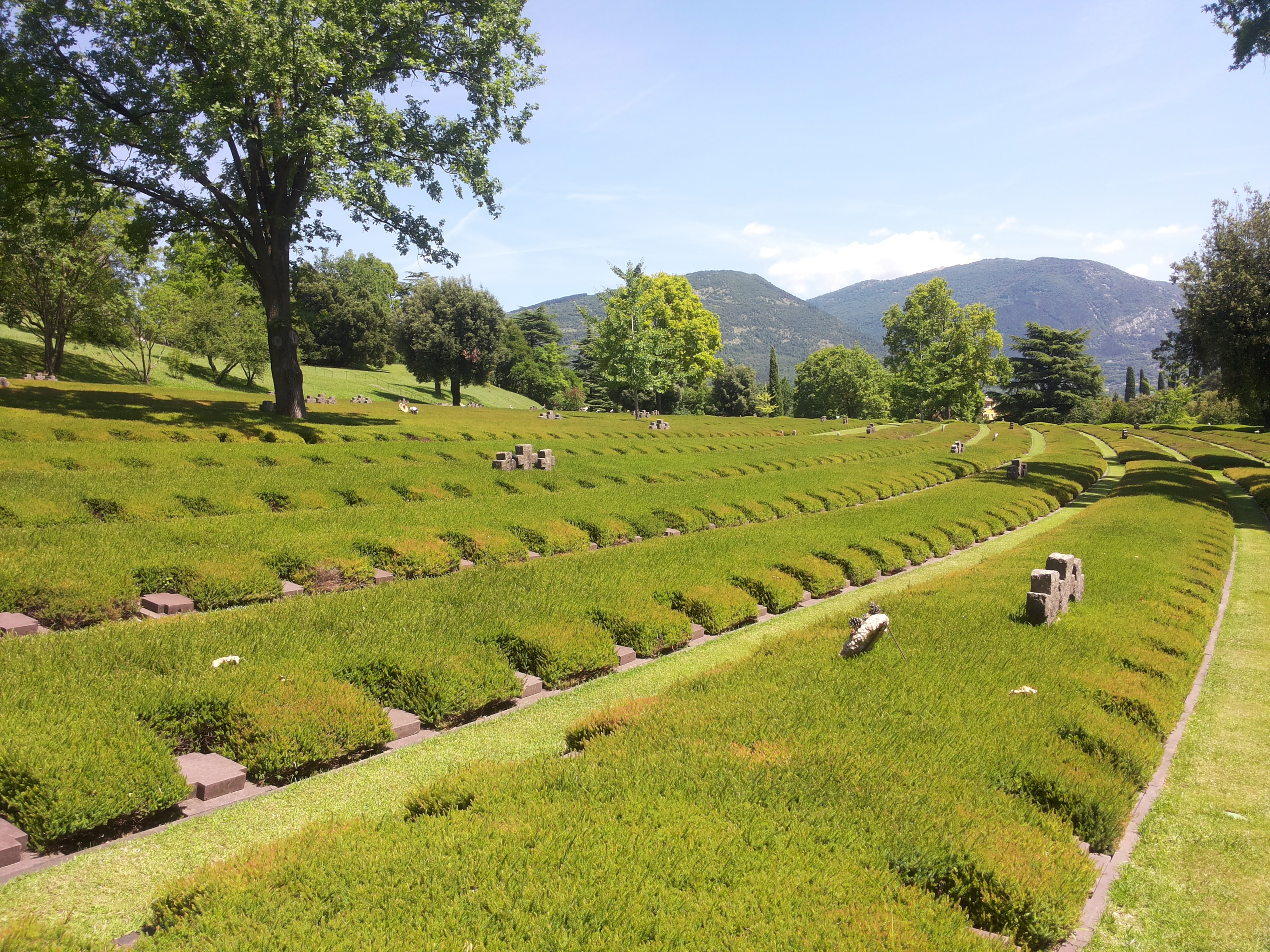
Deutsche Kriegsgräberstätte Costermano: Gräberfelder

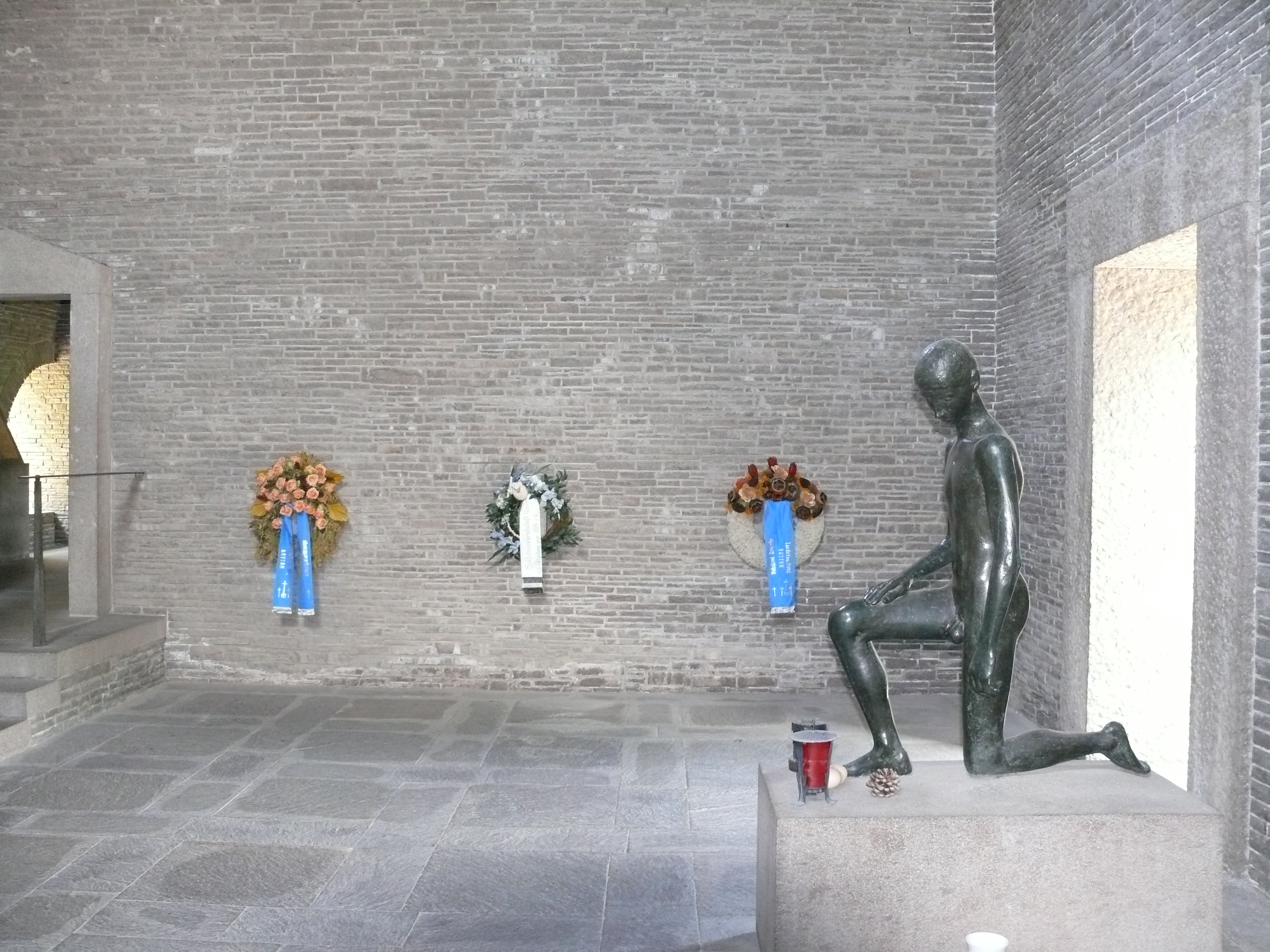
Deutsche Kriegsgräberstätte Costermano. Skulptur durch Hans Wimmer (1907–1992)

Der Friedhof besteht aus drei terrassenförmig angelegten Gräberfeldern. Sie sind mit Purpurheide bepflanzt. Die Gräber sind durch steinerne Platten gekennzeichnet. Ein Weg führt durch die Gräber zum höchsten Punkt des Hügels. Hier ist ein acht Meter hohes Stahlkreuz, das vom Kunstschmied Manfred Bergmeister aus Ebersberg geschaffen wurde, und ein Steinaltar.

## Völkerverständigung
Die Kriegsgräberstätte wurde am 6. Mai 1967 eingeweiht. Bei der Feier des 50. Jahrestages der Eröffnung im Jahr 2017 wurde das gemeinsame internationale Gedenken und die Mahnung der Toten zu Frieden und Versöhnung betont. Anwesend waren Angehörige, Jugendliche einer Jugendbegegnung, ein Vertreter des italienischen Verteidigungsministeriums, Alpini-Reservisten, Carabinieri und das Heeresmusikkorps der Bundeswehr aus Ulm.